# Green River (Duwamish River)
Der Green River ist ein etwa 104 km langer Fluss im King County im US-Bundesstaat Washington, der an den Westhängen der Kaskadenkette südlich der Interstate 90 entspringt.
Das obere Green River Valley bildet den westlichen Zugang zum Stampede Pass und war einst von vielen kleinen Eisenbahnlinien durchzogen; viele Holzfällerstädtchen wie Weston, Lester, Green River Hot Springs, Nagrom, Maywood, Humphreys, Eagle Gorge, Lemolo und Kanaskat waren hier zu finden. Kurz vor dem Ersten Weltkrieg sicherte sich die Stadt Tacoma die Wasserrechte am Green River. Heute ist ein Großteil des oberen Tals ein Wasserschutzgebiet für Tacoma; der Zugang ist stark reglementiert, was zu Kontroversen unter Erholungssuchenden führt.
Zwischen 1880 und 1888 erkundete und kartographierte die Northern Pacific Railway den Green River. Die Bahngesellschaft baute die erste direkte Bahnverbindung über die Kaskadenkette in Washington hinweg, als der Stampede Tunnel 1888 eröffnet wurde.

## Geschichte

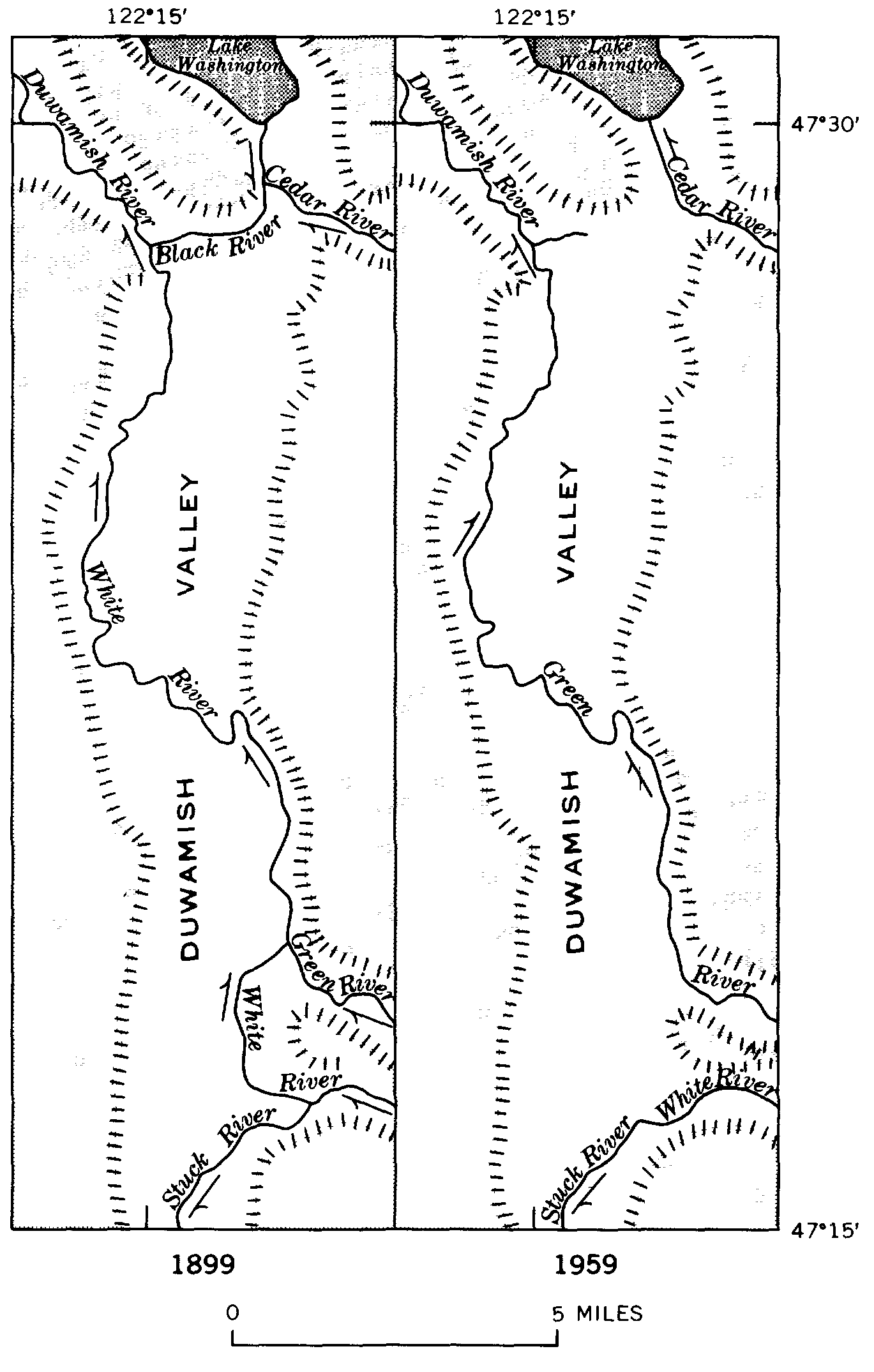
Die Karten zeigen die Veränderungen im Verlauf und in der Nomenklatur der Flüsse im Duwamish Valley von 1899–1959.

Bis 1906 floss der Green River in Downtown Auburn in den White River. In jenem Jahr jedoch änderte der White River oberhalb von Auburn seinen Verlauf nach einer Jahrhundertflut und ergoss sich fortan in den Puyallup River; dies ist auch heute noch so. Der Unterlauf des historischen White River – von der historischen Mündung des Green River in den White River bis zur historischen Mündung des  Black River bei Tukwila, wo der Duwamish entsteht – gilt heute als Teil des Green River. Später, mit der Eröffnung des Lake Washington Ship Canal 1916, sank der Spiegel des Sees um fast neun Fuß (2,7 m) und der Black River trocknete aus. Seit dieser Zeit ist der Ort, ab dem der Fluss Duwamish heißt, kein Zusammenfluss mehrerer Flüsse mehr, obwohl sich der Ort selbst nicht verändert hat. Daher wird der Green River zum Duwamish River, indem er in das industrialisierte Ästuar eintritt, das allgemein als Duwamish Waterway bekannt ist; in Seattle mündet der Fluss in die Elliott Bay, eine Bucht des Puget Sound. Im Gegensatz dazu wendet sich der White River bei Auburn nach Süden und fließt in den Puyallup River, welcher in Tacoma in die Commencement Bay, gleichfalls eine Bucht des Puget Sound, mündet.
Im Oktober 2009 wurden riesige Sandsäcke auf dem Deich entlang des Flusses von Fort Dent bis hinter Kent verbaut. Der Green River Trail wurde für Radfahrer geschlossen. Die Sandsäcke sollten das potenzielle Hochwasser, das aufgrund einer beobachteten Schwachstelle am Howard A. Hanson Dam infolge eines Sturms im Januar 2009 prognostiziert wurde, abschwächen. Reparaturanstrengungen am teilweise als Erddamm ausgeführten Stauwerk durch das United States Army Corps of Engineers konnten die Hochwassergefahr signifikant reduzieren. Im September 2012 wurde der Green River Trail wiedereröffnet und alle Sandsäcke entfernt.

## Verlauf
Der größte Teil des Flusses oberhalb und einschließlich des Eagle Gorge Reservoir sind Teil des Green-River-Einzugsgebietes, das für den öffentlichen Zugang gesperrt ist; von Zeit zu Zeit löst dies Kontroversen zwischen Erholungssuchenden und den dafür Verantwortlichen aus. Westlich des Green-River-Einugsgebietes bei Kanaskat passiert der Fluss die Green River Gorge mit steil aufragenden Hängen und Cliffs, die sich bis zu 91 m über das Flussbett erheben. Der Flaming Geyser State Park, der Nolte State Park und der Kanaskat-Palmer State Park befinden sich in diesem Gebiet. Der Fluss ist im Sommer ein beliebter Ort, um sich auf LKW- oder Schwimmreifen darauf treiben zu lassen.
Unterhalb der Green River Gorge befindet sich das etwa eine halbe Meile (800 m) breite Green River Valley, wo landwirtschaftliche Nutzflächen von anderer Nutzung und Entwicklung ausgeschlossen sind. Der Versuch, entlang der Talwände einen Trail für Biker zu etablieren, stieß auf heftigen Widerstand seitens der Bauern. Im Endeffekt müssen sich Radfahrer die Straße, die sich durch die ländliche Gegend windet, mit den Autofahrern teilen.
Bei Auburn tritt der Green River aus dem Green River Valley aus und in das viel größere Auburn/Kent Valley ein, welches durch glaziale Aktivitäten während des Pleistozäns entstanden ist; in dieser Zeit wurde das Tal von Flusssedimenten und von vom Mount Rainier ausgehenden Laharen gefüllt. Nachdem er im Allgemeinen von seiner Quelle an westwärts floss, wendet sich der Fluss bei Auburn nach Norden und tritt in eine wenig industrialisierte Zone mit Shopping-Centern ein. Ein öffentlicher Multifunktions-Trail verläuft entlang des Flusses durch den größten Teil des Tals.
Bei Auburn wurden folgende Abflusswerte gemessen:
- Mittel: 37 m³/s
- Maximum: 796 m³/s
- Minimum: 2 m³/s

## Green River Killer
Der Green River ist als Ort, wo in den 1980er Jahren die ersten Opfer des Serienmörders Gary Ridgway gefunden wurden, berühmt-berüchtigt. Die meisten dieser Opfer waren Prostituierte, die auf dem „Straßenstrich“ entlang der Washington State Route 99 (auch als Pacific Highway South bekannt) arbeiteten. Obwohl nur wenige Leichen im Fluss gefunden wurden, wurde der unbekannte Mörder als „Green River Killer“ bekannt. Diese Morde blieben über mehr als 20 Jahre unaufgeklärt. Dave Reichert leitete über viele Jahre die Ermittlungen als Detective des King County Sheriff’s Office. Ridgway traf mit dem Staatsanwalt des King County, Norm Maleng, ein Abkommen, mit der Polizei zu kooperieren, um der Todesstrafe zu entgehen. Im November 2003 erklärte sich Gary Ridgway in 48 Fällen des Aggravated First Degree Murder (etwa „Mord in besonders schweren Fällen“) schuldig. Der Richter am Obersten Gericht des King County, Richard A. Jones, verurteilte Ridgway zu 48 Mal lebenslanger Haft. Ridgway wird nie auf Bewährung freikommen.